# Sigma hídrids
Sigma hídrids són una pluja de meteorits menors (dèbils) amb un pic el 9 de desembre. ZHR és de 3-5 i l'índex de població és de 3. Estan actius del 3 al 20 de desembre.
Els σ hídrids van ser descoberts per Richard E. McCrosky i Annette Posen.